# 桑仟
桑仟（1478年—？），字宗之，號峒峰，陝西安東中護衛籍浙江麗水縣人，明朝政治人物。

## 生平
陝西鄉試第五十三名舉人。正德十二年（1517年）中式丁丑科會試第二百五十一名，登第三甲第六十一名進士。刑部观政，授山東滕縣知縣，改山西平陸縣知縣，陞太平府通判、開封府同知，改王府長史，致仕。

## 家族
曾祖桑顯一；祖父桑斌，贈通判；父桑權，曾任義官。母魏氏。永感下。兄桑仁；桑佇，知县；桑俨；桑伸。弟桑价，贡士；桑儒；桑值；桑俊；桑僖；桑信；桑倌，典膳；桑侃，典膳。